# Agrypnia pagetana
Agrypnia pagetana är en nattsländeart som beskrevs av Curtis 1835. Agrypnia pagetana ingår i släktet Agrypnia och familjen broknattsländor. Arten är reproducerande i Sverige.

## Underarter
Arten delas in i följande underarter:
- A. p. hyperborea
- A. p. nearctica

## Bildgalleri

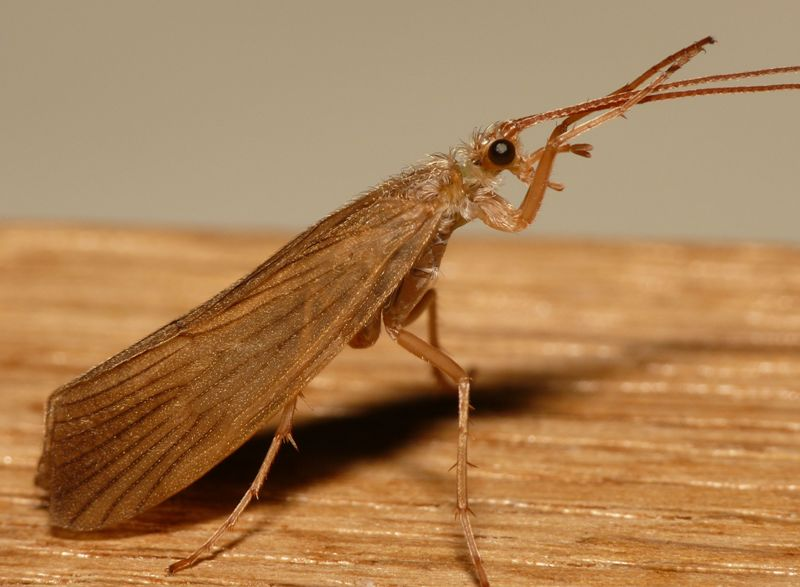